# Western Interstate University Football Association
La Western Interstate University Football Association (WIUFA) fu una delle prime conference sportive degli Stati Uniti, creata nel 1892, visse fino al 1897.

## Formazione, storia ed evoluzione
Le squadre di football dell università di Iowa, Kansas, Missouri e Nebraska decisero di creare una conference per rendere a cadenza annuale le loro sfide. Gli albori della WIUFA portarono a serie storiche come la rivalità tra Kansas e Missouri che si trasferì ai campi di gioco dato che molti dei tifosi e dei giocatori erano figli di combattenti del conflitto chiamato Bleeding Kansas. Tensioni razziali circondarono la partecipazione di Frank Kinney Holbrook di Iowa nella gara del 1896 contro Missouri finirono per prevenire quello che poteva diventare una serie storica.
Tutti e quattro i membri della WIUFA saranno tra i fondatori della Missouri Valley Intercollegiate Athletic Association (MVIAA), formata nel 1907.  Kansas, Missouri e Nebraska rimasero poi nella MVIAA che si sviluppò nel tempo per giungere alla Big Eight Conference, rimasta in vita fino alla stagione 1995 per diventare Big 12 Conference con l'avvento di quattro scuole provenienti dalla Southwest Conference.

## Discrepanze nelle classifiche finali
Per tutti gli anni di esistenza della conference, ad esclusione del 1896, ci fu almeno un disaccordo per il risultato finale di una gara.  Tuttavia in nessun caso il risultato finale fu messo in discussione.

## Stagioni

### 1892
| Scuola   | Conf. W-L-T | Ovr. W-L-T |
| -------- | ----------- | ---------- |
| Kansas   | 3 - 0 - 0   | 7 - 1 - 0  |
| Nebraska | 1 - 1 - 1   | 2 - 2 - 1  |
| Missouri | 1 - 2 - 0   | 1 - 2 - 0  |
| Iowa     | 0 - 2 - 1   | 3 - 2 - 1  |

### 1893
| Scuola   | Conf. W-L-T | Ovr. W-L-T |
| -------- | ----------- | ---------- |
| Kansas   | 2 - 1 - 0   | 2 - 5 - 0  |
| Missouri | 2 - 1 - 0   | 4 - 3 - 0  |
| Nebraska | 1 - 2 - 0   | 3 - 2 - 1  |
| Iowa     | 1 - 2 - 0   | 3 - 4 - 0  |

### 1894
| Scuola   | Conf. W-L-T | Ovr. W-L-T |
| -------- | ----------- | ---------- |
| Nebraska | 2 - 1 - 0   | 6 - 2 - 0  |
| Missouri | 2 - 1 - 0   | 4 - 3 - 0  |
| Kansas   | 1 - 2 - 0   | 2 - 3 - 1  |
| Iowa     | 1 - 2 - 0   | 4 - 4 - 1  |

### 1895
| Scuola   | Conf. W-L-T | Ovr. W-L-T |
| -------- | ----------- | ---------- |
| Kansas   | 2 - 1 - 0   | 6 - 1 - 0  |
| Nebraska | 2 - 1 - 0   | 6 - 3 - 0  |
| Missouri | 2 - 1 - 0   | 7 - 1 - 0  |
| Iowa     | 0 - 3 - 0   | 2 - 5 - 0  |

### 1896
| Scuola   | Conf. W-L-T | Ovr. W-L-T |
| -------- | ----------- | ---------- |
| Iowa     | 2 - 0 - 1   | 7 - 1 - 1  |
| Kansas   | 2 - 1 - 0   | 7 - 3 - 0  |
| Nebraska | 1 - 1 - 1   | 6 - 3 - 1  |
| Missouri | 0 - 3 - 0   | 7 - 5 - 0  |

### 1897
| Scuola   | Conf. W-L-T | Ovr. W-L-T |
| -------- | ----------- | ---------- |
| Nebraska | 3 - 0 - 0   | 5 - 1 - 0  |
| Kansas   | 2 - 1 - 0   | 8 - 2 - 0  |
| Iowa     | 0 - 2 - 0   | 4 - 4 - 0  |
| Missouri | 0 - 2 - 0   | 5 - 6 - 0  |